# 佐伯ラジオ中継局
佐伯ラジオ中継局（さいきラジオちゅうけいきょく）は大分県佐伯市に置かれているAMラジオ放送の中継局である。

## 概要

### AMラジオ放送
- 中継局名：OBS佐伯中継局・NHK佐伯ラジオ中継所
- 所在地：大分県佐伯市野岡2-15-35
- 日本初となる、NHKと民放中波ラジオ放送の3波共用3重給電のラジオ中継局である。
- 本中継局で採用した3波3重給電の技術は、OBS大分放送とNHK大分の技術職員で共同開発した技術で、後に在阪民放ラジオ局京都中継局設置時に採用した。
- OBSは以前、放送局扱い（コールサイン・JOGS）であったが、2003年11月1日付けの免許更新を持ち、コールサインを返上、中継局扱いとなった。
- 主な受信地域：大分県佐伯市の一部地域

### 送信設備
| 周波数 （kHz） | 放送局名     | 空中線 電力 | 放送対象地域 | 放送区域 内世帯数 | 運用開始日 |
| -------------- | ------------ | ----------- | ------------ | ----------------- | ---------- |
| 1161           | NHK 大分第1  | 100W        | 大分県       | 約-世帯           | -          |
| 1269           | OBS 大分放送 | 100W        | 大分県       | 約-世帯           | -          |
| 1521           | NHK 大分第2  | 100W        | 全国         | 約-世帯           | -          |